# István Bethlen
Hrabě István Bethlen de Bethlen (8. října 1874 Gernyeszeg – 5. října 1946 Moskva) byl maďarský politik, ve 20. letech 20. století předseda vlády.

## Rodina
István Bethlen pocházel za šlechtické rodiny Bethlenů. Byl jediným synem Istvána Bethlena a jeho manželky Ilony Teleki de Szék. Měl dvě starší sestry, Klementinu a Ilonu.
V červnu 1901 se oženil se svoji vzdálenou příbuznou Margit Bethlen de Bethlen (1882–1970), která byla spisovatelkou a novinářkou. Měli spolu syny Andráse (1902–1970), Istvána (1904–1982) a Gábora (1906–1981).

## Počátek kariéry

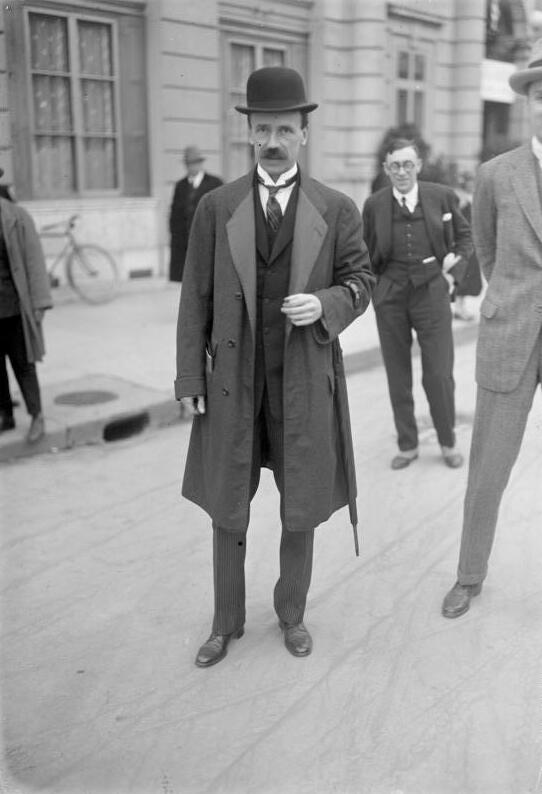
István Bethlen

V roce 1901 byl poprvé zvolen do parlamentu za liberalisty. Za první světové války působil jako vládní komisař v Sedmihradsku. Na začátku roku 1919 založil Stranu národního sjednocení, která stála na křesťansko-nacionálních principech. Tato strana byla vedena magnáty a starými politiky, kteří usilovali o obnovení předválečných poměrů.
V tomtéž roce se účastnil pařížské mírové konference, kde se snažil vyjednat příznivější mírové podmínky pro Maďarsko. Po vyhlášení Maďarské republiky rad, vedené Bélou Kunem, se uchýlil do Vídně a stal se hlavním představitelem protibolševického Maďarského národního výboru a zde navázal kontakty také s Miklósem Horthym.

## Předseda vlády
Poté, co byla poražena komunistická revoluce a také pokus o navrácení trůnu Karlu IV. (rakouský Karel I.), se v dubnu 1921 stal Bethlen předsedou nové vlády. Ta uklidnila situaci a obnovila ústavní řád. Systém, který byl nastolen, nesl znaky neokonzervatismu stavějící na křesťanských základech a odmítající liberalismus, socialismus a bolševismus. K zajištění autoritářského režimu byl vydán nový volební zákon, který pouze upravil předválečné uherské omezené volební právo, dále byla v roce 1922 vytvořena vládní strana spojující pravicové a středové strany. S opozičními sociálními demokraty byla uzavřena dohoda o loajalitě. Prostřednictvím volební manipulace, rozdáváním postů ve státní správě a změnou volebního zákona zajistil své příznivce. Bethlen byl také schopný spojit dva nejsilnější faktory v maďarské společnosti, bohaté především židovské průmyslníky v Budapešti a dřívější vrchnost ve venkovských oblastech Maďarska, do trvalé koalice, čímž účinně kontroloval vzestup fašismu v zemi po dobu deseti let.
Ekonomickou stránku se podařilo Bethlenovi zlepšit především díky půjčkám ze zahraničí, z Itálie a Velké Británie. 20. léta byla tedy dobou relativní hospodářské a politické stability.
V zahraniční politice prolomil maďarskou mezinárodní izolaci v roce 1927 podepsáním smlouvy o přátelství a spolupráci s fašistickou Itálií. V roce 1931 pak byla uzavřena ještě smlouva s Rakouskem, čímž byly založeny základy pozdějšího Římského paktu.
I přes velkou snahu hraběte Bethlena nedosáhli Maďaři revize Trianonské mírové dohody, také se mu nepodařily zlepšit vztahy s okolními státy, které byly součástí Malé dohody.

## Závěr života
Kvůli narůstající hospodářské krizi a rostoucím rozporům ve vládní straně Bethlen v srpnu 1931 na svou funkci premiéra rezignoval. Rychle ho vystřídal Horthy. V poslanecké sněmovně ovšem Bethlen zůstal a stal se kritikem sílících fašistických tendencí a přílišné závislosti na Německu.
Za druhé světové války založil i s jinými šlechtici protifašistický opoziční klub. Apeloval na Horthyho, aby se dále Maďarsko nekompromitovalo, aby byly zastaveny deportace židů. Také se neúspěšně snažil o uzavření separátního míru se spojenci. Od roku 1944 byl nucen schovávat se u přátel na venkově, nicméně po obsazení Maďarska sovětskými vojsky byl internován a odvezen do Moskvy, kde také 5. října 1946 zemřel.